# Tamires Cássia Dias Gomes
Tamires Cássia Dias de Britto (Caeté, Brasil; 10 de octubre de 1987), conocida como Tamires,  es una futbolista profesional brasileña. Juega como defensora y su actual equipo es el Corinthians de la primera división del Brasileirão Femenino. Ha sido internacional con la selección de Brasil desde 2013, acumulando más de 100 partidos en ella.
Con el combinado brasileño, ganó el oro en los Juegos Panamericanos de 2015 y fue bicampeona de la Copa América, en 2014 y 2018. Participó además en las ediciones 2015 y 2019 de la Copa Mundial, y en los Juegos Olímpicos de 2016.

## Estadísticas

### Clubes
| Club             | País           | Año           |
| ---------------- | -------------- | ------------- |
| Juventus         | Brasil         | 2004 - 2005   |
| Santos           | Brasil         | 2006 - 2007   |
| Charlotte Eagles | Estados Unidos | 2008          |
| Ferroviária      | Brasil         | 2008          |
| Atlético Mineiro | Brasil         | 2011          |
| Centro Olímpico  | Brasil         | 2013-2015     |
| Fortuna Hjørring | Dinamarca      | 2015-2019     |
| Corinthians      | Brasil         | 2019-presente |

## Palmarés

### Títulos nacionales
| Título                                  | Club             | País      | Año  |
| --------------------------------------- | ---------------- | --------- | ---- |
| Brasileirão Femenino                    | Centro Olímpico  | Brasil    | 2013 |
| Elitedivisionen                         | Fortuna Hjørring | Dinamarca | 2016 |
| Copa de Dinamarca                       | Fortuna Hjørring | Dinamarca | 2016 |
| Elitedivisionen                         | Fortuna Hjørring | Dinamarca | 2018 |
| Copa de Dinamarca                       | Fortuna Hjørring | Dinamarca | 2019 |
| Campeonato Paulista                     | Corinthians      | Brasil    | 2019 |
| Campeonato Paulista                     | Corinthians      | Brasil    | 2020 |
| Campeonato Paulista                     | Corinthians      | Brasil    | 2021 |
| Brasileirão Femenino                    | Corinthians      | Brasil    | 2020 |
| Brasileirão Femenino                    | Corinthians      | Brasil    | 2021 |
| Supercopa do Brasil de Futebol Femenino | Corinthians      | Brasil    | 2022 |
| Brasileirão Femenino                    | Corinthians      | Brasil    | 2022 |

### Títulos internacionales
| Título                | Club        | País               | Año  |
| --------------------- | ----------- | ------------------ | ---- |
| Copa América Femenina | Brasil      | Ecuador            | 2014 |
| Juegos Panamericanos  | Brasil      | Canadá             | 2015 |
| Copa América Femenina | Brasil      | Chile              | 2018 |
| Copa Libertadores     | Corinthians | Ecuador            | 2019 |
| Copa Libertadores     | Corinthians | Paraguay - Uruguay | 2021 |
| Copa América Femenina | Brasil      | Colombia           | 2022 |

(*) Incluyendo la Selección

### Distinciones individuales
| Distinción                                                    | Año  |
| ------------------------------------------------------------- | ---- |
| Equipo Ideal del Brasileirão Femenino                         | 2019 |
| Mejor gol del Brasileirão Femenino                            | 2019 |
| Equipo Ideal del Brasileirão Femenino                         | 2020 |
| Mejor gol del Brasileirão Femenino                            | 2020 |
| Equipo Ideal de la Copa Libertadores Femenina                 | 2020 |
| Equipo Femenino de la Conmebol de la Década 2011-2020 (IFFHS) | 2021 |
| Equipo Ideal del Brasileirão Femenino                         | 2021 |
| Bola de Prata Femenino (ESPN)                                 | 2021 |
| Equipo Ideal del Brasileirão Femenino                         | 2021 |
| Equipo Ideal de la Copa Libertadores Femenina                 | 2021 |
| Mejor futbolista de América                                   | 2021 |
| Equipo Ideal del Brasileirão Femenino                         | 2022 |
| Bola de Prata Femenino (ESPN)                                 | 2022 |
| Mejor jugadora de la final del Brasileirão Femenino           | 2023 |
| Equipo Ideal del Brasileirão Femenino                         | 2023 |
| Samba D'Or Femenino                                           | 2023 |